# Penelope

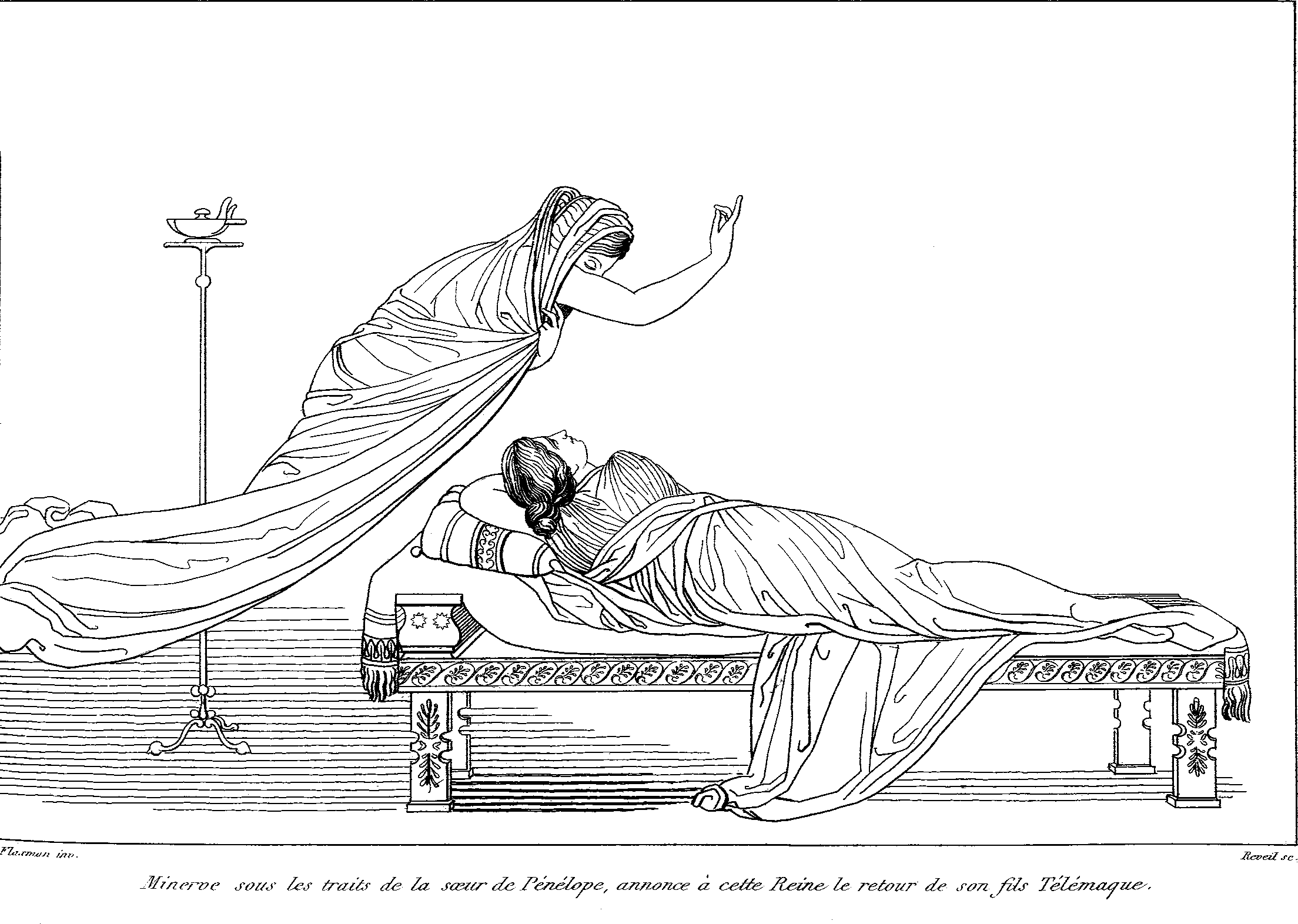
Atena, nelle sembianze della sorella Iftime annuncia il ritorno di Telemaco a Penelope. Illustrazione di John Flaxman dellOdissea, del 1810.

Penelope (in greco antico: Πηνελόπεια, -ας?, Pēnelópeia, -as, poi Πηνελόπη, -ης; in latino Pēnĕlŏpe, -es) è una figura della mitologia greca, figlia di Icario e di Policaste (o di Peribea), moglie di Ulisse (Odisseo), regina di Itaca, madre di Telemaco, Poliporte e Arcesilao. Discendeva da parte di padre dal grande eroe Perseo (Icario era suo nipote) ed era cugina di Elena. Prende il nome da un mito riguardante la sua infanzia: quando nacque fu gettata in mare per ordine del padre e venne salvata da alcune anatre che, tenendola a galla, la portarono verso la spiaggia più vicina. Dopo questo evento, i genitori la ripresero con loro e le diedero il nome di Penelope (che significa appunto "anatra"). Tuttavia per alcuni il nome è connesso all'evento della tela che la vide protagonista nell'Odissea (dal gr. pēné, tela).
Attese per vent'anni il ritorno di Ulisse, partito per la guerra di Troia e disperso nel ritorno, crescendo da sola il piccolo Telemaco ed evitando di scegliere uno tra i proci, nobili pretendenti alla sua mano, anche grazie al famoso stratagemma della tela: di giorno tesseva il sudario per Laerte, padre di Ulisse, mentre di notte lo disfaceva. Avendo promesso ai Proci che avrebbe scelto il futuro marito al termine del lavoro, rimandava all'infinito il momento della scelta. L'astuzia di Penelope, tuttavia, durò meno di quattro anni a causa di un'ancella traditrice che riferì ai proci l'inganno della regina. Alla fine, Ulisse tornò, uccise i proci e si ricongiunse con la moglie. Tornato nuovamente a casa dopo l'estremo viaggio, Ulisse poté nuovamente godere della moglie e secondo una versione la rese incinta di altri due figli: Poliporte e Arcesilao.
Nella Telegonia, opera che concludeva il ciclo troiano di cui sono rimasti pochissimi versi ed il riassunto in Proclo, Penelope, dopo la morte di Odisseo per mano di Telegono (figlio di Odisseo e Circe, che non lo aveva riconosciuto), sposa Telegono, mentre Telemaco sposa Circe.

## La simbologia di Penelope
Penelope è il simbolo per antonomasia della fedeltà coniugale femminile, contrapposta ad Elena di Troia. La sua astuzia con i Proci e la sua prudenza, che si spinge fino a tentare di ingannare Ulisse intorno a una particolare caratteristica del letto nuziale, la avvicinano alla fine intelligenza del suo sposo. La posizione anomala di potere di Penelope, che governa da regina l'isola di Itaca in assenza del marito e ha il potere di scegliersi il nuovo sposo tra i giovani e nobili pretendenti, è l'eco di un antico matriarcato, di cui restano tracce anche nella civiltà minoica.

## La tela di Penelope

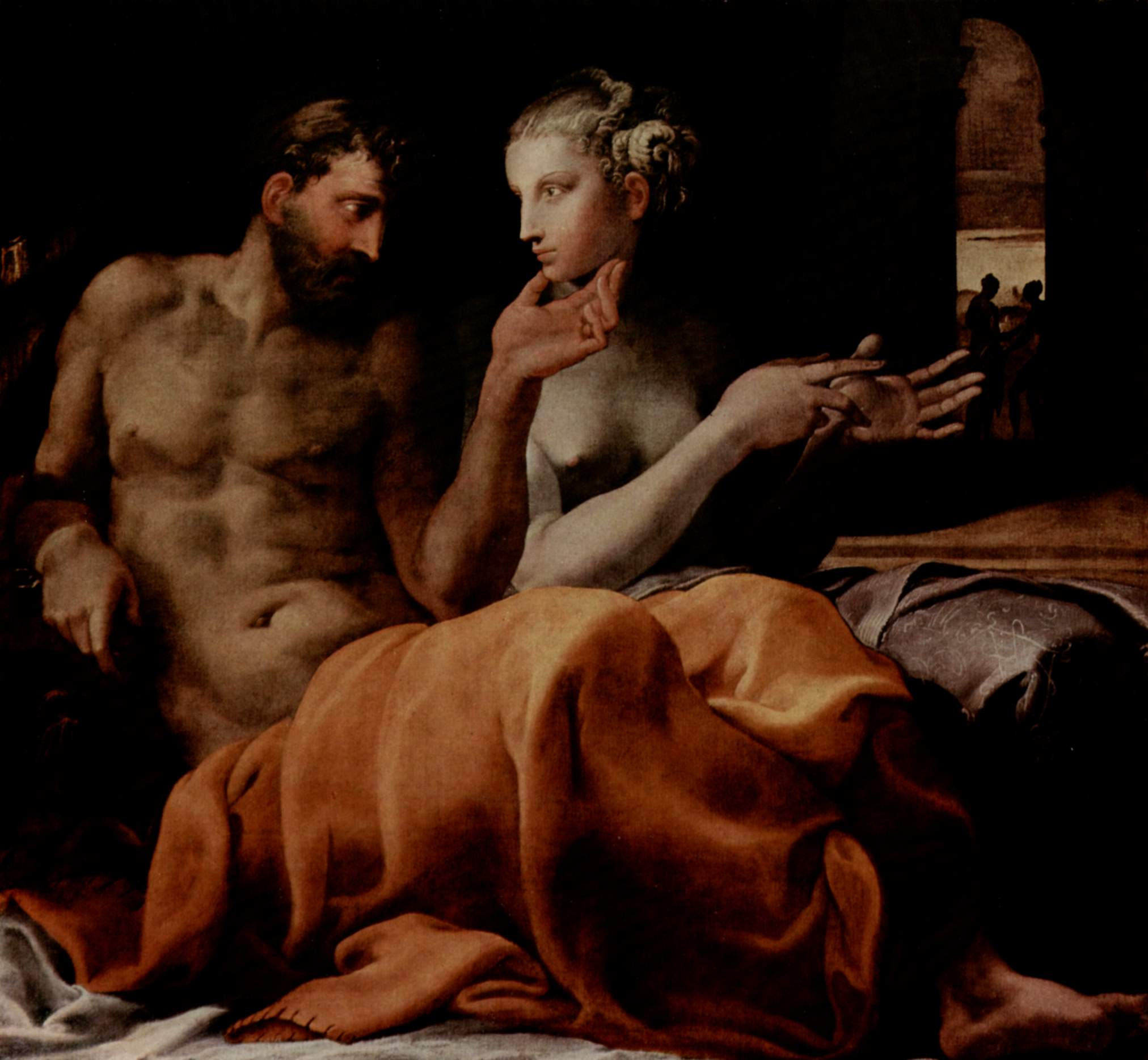
Penelope ed Ulisse nel talamo nuziale (1563 circa), dipinto di Francesco Primaticcio (New York, Sammlung Wildenstein).

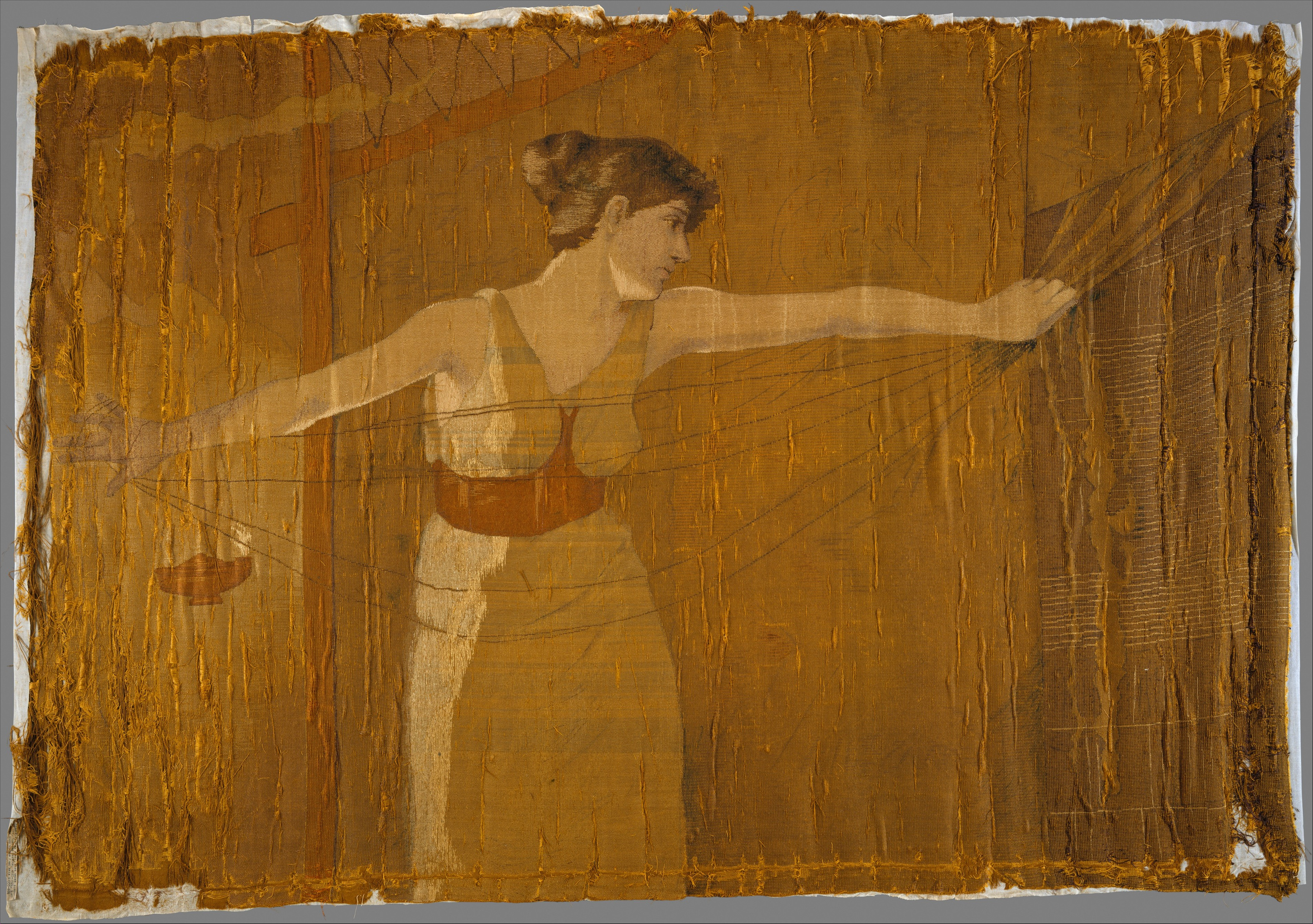
Penelope districa la sua opera durante la notte di Dora Wheeler Keith (1886; New York, Metropolitan Museum of Art).

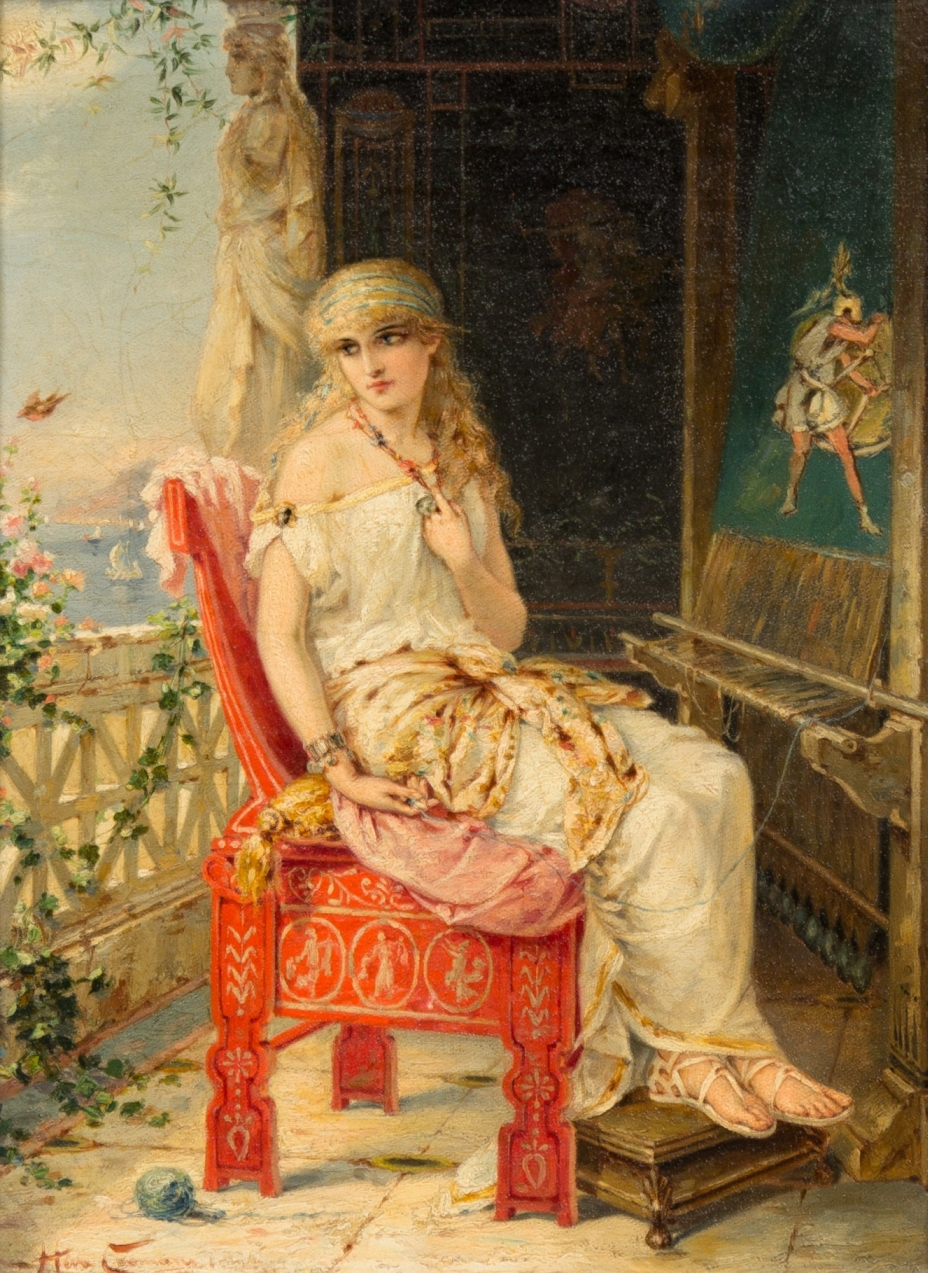
Penelope aspetta Odisseo (1900 circa), dipinto di Heva Coomans.

La tela di Penelope fu un celebre stratagemma, narrato nell'Odissea, creato da Penelope, che per non addivenire a nuove nozze, stante la prolungata assenza da Itaca del marito Ulisse, aveva subordinato la scelta del pretendente all'ultimazione di quello che avrebbe dovuto essere il sudario di Laerte, padre di Ulisse. Per impedire che ciò accadesse la notte disfaceva ciò che tesseva durante il giorno. Tutt'oggi si cita la tela di Penelope per riferirsi ad un lavoro buono nelle intenzioni ma "impossibile", che non potrà mai avere termine perché ogni volta ricomincia dall'inizio.

## Altre versioni
Non tutte le versioni sostengono la castità e la fedeltà di Penelope verso il marito; secondo alcune leggende la donna amò il dio Ermes, con il quale condivise il letto e dal quale fu messa incinta, concependo il dio Pan.
Un'altra versione sostiene invece che cedette al proco Anfinomo. Nella stessa Odissea, infatti, Penelope ha un comportamento ambiguo nei confronti dei proci: secondo un'interpretazione, desiderosa di risposarsi non prende questa decisione perché teme il giudizio del popolo. Nell'epitome della Biblioteca di Apollodoro è riportato che Ulisse, tornato in possesso di Itaca, rispedisce la moglie dal padre Icario perché si era fatta sedurre da Antinoo, uno dei proci.

## Nella cultura successiva
Per Dante Alighieri  neppure l'amore di Penelope trattenne Ulisse dal "folle viaggio" oltre le colonne d'Ercole, descritto nel famoso canto dell'Inferno nella Divina Commedia. Boccaccio non crede alle sue infedeltà e la inserisce tra le donne famose nel suo De mulieribus claris.
A Penelope è intitolato il cratere Penelope su Teti.